# 戈尔贡佐拉
戈尔贡佐拉（義大利語：Gorgonzola），是意大利米兰广域市的一个市镇。总面积10.69平方公里，人口19312人，人口密度1806.5人/平方公里（2009年）。国家统计（ISTAT）代码为015108。

## 友好城市
- 法國 昂贝尔